# Gatón de Campos
Gatón de Campos – gmina w Hiszpanii, w prowincji Valladolid, w Kastylii i León, o powierzchni 20,51 km². W 2011 roku gmina liczyła 38 mieszkańców.